# Kaal – Das Geheimnis des Dschungels
Kaal – Das Geheimnis des Dschungels (Hindi: काल, Urdu: کال) ist ein Thriller aus Indien, der von Karan Johar und Shah Rukh Khan produziert worden ist mit Ajay Devgan und Vivek Oberoi in den Hauptrollen.

## Handlung
Im Orbit National Park in Indien sind zwei Touristen verschwunden. Angeblich sollen sie von Tigern getötet worden sein. Seither kommen viele Jäger, die die Tiger jagen wollen, obwohl dies offiziell verboten ist. Selbst der Parkleiter stellt kein Hindernis dar, er lässt sich mit Geld bestechen.
Auch Dev Malhotra aus Delhi lässt sich auf diese Aktion ein. Er reist mit seiner Freundin Ishika und seinen Freunden Sajid und Vishal in den Dschungel. Dort stoßen sie auf den Umweltschützer Krish Thapar, der mit seiner Frau Riya das Abschlachten der Tiger verhindern will.
Im Dschungel befinden sich nun alle in Lebensgefahr, als sie in den Lebensraum der Tiger vorstoßen. Ganz unerwartet naht ihnen Hilfe von dem mysteriösen Dschungelbewohner Kali Pratap Singh. Er versucht die Gruppe aus den Gefahren des Dschungels zu befreien.
Es passieren aber weiterhin mysteriöse Dinge. Sajid, Vishal und Riya kommen im Dschungel unerklärlicherweise um. Sajid wurde enthauptet, Vishal starb an einer Autoexplosion und Riya wurde in einem Brunnen ertränkt. Als Dev und Kali im Brunnen Riyas Leiche finden, bemerkt Dev, dass er Kalis Spiegelbild in dem Wasser nicht sehen kann. Er schöpft Verdacht und will schnell mit seiner Gruppe aus dem Dschungel fliehen, bevor noch etwas Schlimmes passiert.
Als sie letztendlich den Dschungel hinter sich lassen, überprüft Dev seine Kamera mit den Aufnahmen, die er gemacht hatte. In all den Aufnahmen ist Kali nirgends zu sehen, denn Kali, der Beschützer des Dschungels ist kein Mensch, sondern ein Geist.

## Kritik
Lexikon des internationalen Films: Eher untypische Bollywood-Produktion, die in ihrer Mischung aus Abenteuer- und Tierhorrorfilm auf einen westlichen Markt zielt. Die subjektive Kamera suggeriert Bedrohung in „Blair Witch“-Manier, doch das oberflächliche Buch und die schlechten und schlecht geführten Darsteller lassen keine Spannung aufkommen.

## Auszeichnungen
Bollywood Movie Award/Bestes Kostüm an Manish Malhotra (2006)

## Sonstiges
- Shah Rukh Khan und Malaika Arora Khan haben am Anfang des Films einen Gastauftritt in dem Song Kaal Dhamaal. Da der Film ansonsten keine weiteren Tanzeinlagen hat, wurden die von den vier Hauptdarstellern getragenen Lieder Nassa Nassa und Tauba Tauba als Extras in der deutschen DVD-Ausstrahlung von RapidEyeMovies veröffentlicht, RTL2 schnitt sie hingegen bei der Fernsehaufführung in den Film hinein.
- Priyanka Chopra wurde die Rolle der Riya angeboten, sie konnte sie jedoch nicht annehmen, da sie andere Verpflichtungen hatte.
- Vivek Oberoi sollte eigentlich die Rolle von Kaali Pratap Singh übernehmen, er konnte nicht, da er bei anderen Dreharbeiten war. Später übernahm er jedoch die Rolle von Dev Malhotra.